# Walter Bruch
Walter Bruch (Neustadt an der Weinstrasse, 2 de março de 1908 — Hanôver, 5 de maio de 1990) foi um engenheiro alemão.
Inventou o sistema de televisão em cores PAL na Telefunken no início da década de 1960. Adicionalmente ao seu trabalho de pesquisador, Bruch deu aulas na Universidade Técnica de Hanôver. Em 1975 recebeu o Anel Werner von Siemens.

## Biografia
Nasceu em Neustadt an der Weinstraße, região do Palatinado, Alemanha. O começo de sua carreira profissional, na década de 1930, foi passado em colaboração com Manfred von Ardenne e o inventor húngaro Dénes von Mihaly.
Em 1935 Bruch começou a trabalhar no departamento de Televisão e Física da Telefunken, sob a responsabilidade do professor Fritz Schröter. No verão de 1936 os Jogos Olímpicos foram realizados em Berlim e se tornaram um marco para a tecnologia audiovisual. Bruch foi capaz de realizar o teste de campo com a primeira câmera iconoscópica, desenvolvimento para o qual ele contribuíra. Um ano depois, na Exposição Internacional de Paris, ele apresentou uma televisão iconoscópica por ele projetada. Durante a Segunda Guerra Mundial ele operou um sistema fechado de televisão na base de lançamento de Peenemünde de modo que os lançamentos de foguetes V-2 pudessem ser vistos a uma distância segura em um bunker.
Em 1950 a Telefunken encarregou-o do desenvolvimento dos primeiros televisores no pós-guerra. Algum tempo mais tarde, ele retornou à pesquisa para o sistema de televisão em cores. Ele estudou e testou o sistema NTSC, americano, e aquilo que mais tarde se tornaria o sistema SECAM, francês. Seu trabalho o levou a criar um novo sistema de televisão em cores que corrigisse automaticamente as distorções cromáticas que podem ocorrer durante as transmissões.

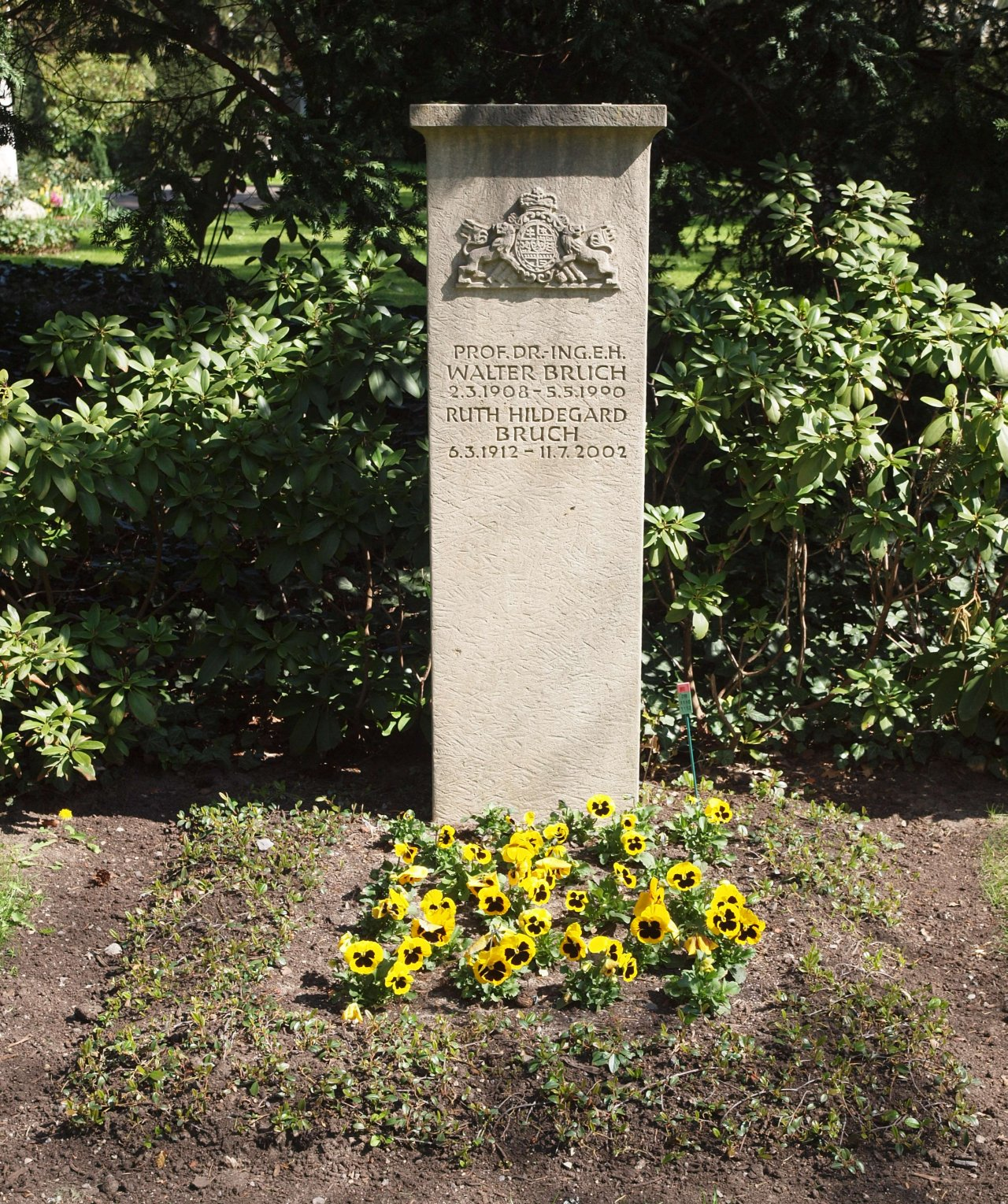
Sepultura em Hannover

Em 3 de janeiro de 1963, Walter Bruch fez a primeira apresentação pública do sistema PAL, Phase Alternation Line (Sistema de Alternância de Fase, em inglês, para um grupo da União Europeia de Radiodifusão em Hanôver. Este momento foi considerado o nascimento do sistema PAL, o qual foi adotado mais tarde por mais de 30 países (no presente, mais de 100 países). Quando entrevistado pelo apresentador alemão Hans Rosenthal sobre o porquê do nome "Sistema PAL", Bruch respondeu que certamente nenhum alemão compraria algo chamado "Bruch-System" (cuja tradução literal seria "sistema quebrado" em alemão).
Está sepultado no Stadtfriedhof Engesohde.